# Soundgarden
Soundgarden je američki rock sastav osnovan u Seattleu 1984. Članovi sastava su pjevač i gitarist Chris Cornell, gitarist Kim Thayil, basist Ben Shepherd i bubnjar Matt Cameron. Sastav je u početku, uz Nirvanu, Alice in Chains i Pearl Jam bio član Big Four tj. "Velike četvorke", koja je osnovala grunge stil i vrstu glazbe. 1997. godine sastav se raspao, no ponovo se okupio 2010.

## Povijest

### Osnivanje i prve snimke (1984. – 1988.)
Početke sastava nalazimo u sastavu The Shemps, koji je postojao u Seattleu u ranim 80-ima. U sastavu su svirali basist Hiro Yamamoto i bubnjar/pjevač Chris Cornell. Odlaskom Yamamotoa, u sastav dolazi novi basist Kim Thayil. Nakon raspada sastava The Shemps, Cornell i Yamamoto ponovno vježbaju zajedno te primaju Thayila u svoj novi sastav.
1984. godine je osnovan Soundgarden u kojem Cornell svira bubnjeve i pjeva, Yamamoto svira bass, a Thayil gitaru. Nazvali su se po skulpturi sastavljenoj od cijevi koja se nalazi pored Manguson parka u Seattleu. 1985. u sastav dolazi bubnjar Scott Sundquist, a Cornell ostaje pjevač i uči svirati gitaru. Prve njihove snimke se mogu naći na kompilaciji Deep Six koju je izdao C/Z Records 1986. godine. Kompilacija je sadržavala i pjesme sastava: Green River, Skin Yard, Malfunkshun, The U-Men, i The Melvins. Tada sastav napušta bubnjar Scott Sundquist i dolazi Matt Cameron koji je prije svirao u Skin Yardu.
Ubrzo je Soundgarden potpisao ugovor za izdavačku kuću Sub Pop te su izdali prvi singl Hunted Down 1987. godine. Slijedila su 2 EP-a: Screaming life iz 1987. i Fopp iz 1988. godine.

### Album prvijenac i potpisivanje za veću izdavačku kuću (1988. – 1990.)
Godine 1988. sastav potpisuje ugovor za manju izdavačku kuću SST Records i izdaje prvi album Ultramega OK. Sastav nije bio zadovoljan albumom jer njihov producent nije znao kakva se glazba svirala u Seattleu. Album se može opisati kao mješavina zvuka koji su svirali The Stooges, MC5, Led Zeppelin i Black Sabbath. Objavljen je i spot za pjesmu Flower. 1990. godine, Ultramega OK je nominiran za Grammy u kategoriji Najbolja metal izvedba. Turneja je obuhvaćala SAD i Europu. Nakon turneje sastav potpisuje za veliku izdavačku kuću A&M Records.
Drugi album nazvan Louder Than Love izlazi 1989. Album je imao probleme pri izdavanju zbog tekstova u pjesmama Hands All Over i Big Dumb Sex, kao i zbog naziva albuma Louder Than Fuck kojeg su bili prisiljeni promijeniti.
Prije početka turneje, basist Hiro Yamamoto napušta sastav zbog odlaska na fakultet. Na audiciji za basista pojavio se Ben Shepherd s kojim je sastav bio oduševljen, ali nije znao svirati njihove pjesme. Zato u sastav dolazi Jason Everman, nekadašnji prateći gitarist Nirvane. Turneja se nastavila po Sjevernoj Americi i Europi. Odmah nakon turneje Everman je otpušten jer se nije uklapao u sastav. 1990. godine izlaze EP Loudest Love i video kompilacija Louder Than Live.

### Konačna postava sastava i porast popularnosti (1991. – 1993.)
Basist Ben Shepherd je 1991. konačno primljen u sastav i sastav je započeo snimati treći studijski album. Rezultat je bio album Badmotorfinger koji je izdan 8. listopada 1991. Prvi singl Jesus Christ Pose je zapažen jer je MTV odbio njegovo prikazivanje jer je smatran anti-Kršćanskim. Iako je album bio zasjenjen popularnošću Nirvaninog albuma Nevermind, album je nominiran za Grammy u kategoriji Najbolja metal izvedba. Singlovi Outshined i Rusty Cage su bili često emitirani na radiju i MTV-u. Slijedila je velika turneja po Sjevernoj Americi i Europi s Guns N' Roses, Faith No More i Skid Row.
1992. sviraju na Lollapaloozi s Red Hot Chili Peppers, Pearl Jamom i Ministry. Tada izlazi i ograničeno izdanje Badmotorfingera na dva CD-a koji uz album sadrži i EP Satanoscillatemymetallicsonatas (SOMMS), na kojem se nalazi obrada Black Sabbathove pjesme Into the Void koja je nominirana za Grammy u kategoriji Najbolja metal izvedba. Izdaju i video kompilaciju Motorvision. Sastav se pojavljuje i u filmu Samci (=Singles) u kojem se pojavljuju pjesme Birth Ritual, demoverzija pjesme Spoonman kao i Cornellova solo pjesma Seasons.

### Superunknown, uspjeh sastava (1994. – 1995.)
Nakon turneje kojom su promovirali Badmotorfinger, Soundgarden je započeo rad na novom studijskom albumu. Cornell je izjavio da su članovi imali mnogo više slobode pri pisanju pjesama, a Thayil je istaknuo da su mnogo više potrošili vremena na snimanje, nego kod prijašnjih albuma. Album je producirao Adam Kasper i 8. ožujka izlazi jedan od najbolje produciranih albuma 90-ih, Superunknown. Album je zasjeo na vrh Billboardove liste i donio 5 singlova: Spoonman, The Day I Tried to Live, Black Hole Sun, My Wave i Fell on Black Days. Album je vrlo mračan, misteriozan i eksperimentalan, te sadrži elemente indijske glazbe. Video spot za pjesmu Black Hole Sun je postao veliki hit na MTV-u te je osvojio naggradu za najbolji hard rock video.
1995. pjesma Black Hole Sun osvaja Grammyja u kategoriji Najbolja hard rock izvedba, a Spoonman u kategoriji Najbolja metal izvedba. Također, Superunknown je nominiran kao najbolji rock album.
Sastav je započeo turneju u Japanu i istočnoj Aziji, a nastavio u Europi i SAD-u, ali otkazuju nekoliko nastupa zbog Cornellovih problema s glasnicama. 1995. izdali su EP Songs from the Superunknown.

### Down on the Upside, sukobi i raspad sastava (1996. – 1997.)
Već tijekom turneje sastav je počeo raditi na novom albumu kojeg su odlučili producirati sami. Međutim, napetost između Cornella i Thayila je rasla, prvenstveno zbog promjene u zvuku sastava. S petim studijskim albumom Down on the Upside, Soundgarden je u potpunosti napustio grunge korijene okrenuvši se psihodeliji. Slijedili su singlovi Pretty Noose, Burden in My Hand, Blow Up the Outside World i Ty Cobb. Pjesma Pretty Noose je nominirana za Grammy u kategoriji Najbolja Hard Rock izvedba. Sastav je svirao na Lollapaloozi s Metallicom koja je inzistirala na tome. Nakon Lollapalooze je sastav započeo svjetsku turneju, ali je napetost u sastavu sve više rasla.
Sastav je 9. travnja 1997. objavio prestanak rada. Objavili su i kompilaciju najvećih hitova nazvanu A-Sides 4. studenog 1997. Kompilacija je sadržavala i novu skladbu Bleed Together koja je bila napisana za vrijeme albuma Down on the Upside, a izdana je i kao singl.

### Aktivnosti nakon raspada (1998. – 2009.)
1999. Cornell izdaje svoj prvi album Euphoria Morning na kojem gostuje i Matt Cameron u pjesmi Disappearing One. 2001. Cornell osniva supergrupu Audioslave s bivšim članovima Rage Against the Machinea: Tomom Morellom, Timom Commerfordom i Bradom Wilkom. Snimili su tri albuma: Audioslave (2002.), Out of Exile (2005.) i Revelations (2006.). 2007. godine su se raspali, a Rage Against the Machine se ponovo ujedinio. Cornell je izdao još 2 solo albuma: Carry On (2007.) i Scream (2009.) kojeg je producirao Timbaland. 2009. godine gostuje i na pjesmi Promise na Slashovom prvom albumu Slash.
Thayil je radio na nekoliko projekata od kojih je najznačajniji Probot čiji je osnivač Dave Grohl. Cameron se pridružio Pearl Jamu 1998. i s njima snimio četiri albuma: Binaural (2000.), Riot Act (2002.), Pearl Jam (2006.) i Backspacer (2009.). Također, Cameron je sa Shepherdom pokrenuo dva sporedna projekta: Hater i Wellwater Conspiracy.
2009. godine su se pojavile prve glasine o ponovnom ujedinjenju Soundgardena, ali ih je Cornell ubrzo opovrgnuo izjavljujući da planiraju samo izdati box set i kompilaciju rariteta. Ubrzo su se svi članovi sastava pojavili na koncertu Pearl Jama na kojem je gostovao Cornell i otpjevao pjesmu Temple of the Dog-a Hunger Strike. Od tada su neprestano kružile glasine o ujedinjenju.

### Ponovno ujedinjenje,Telephantasm,Live on I-5iKing Animal(2010. - danas)
Cornell je 1. siječnja 2010. objavio na Twitteru: "12-godišnja pauza je gotova i vrijeme je za povratak u školu. Knights of the Soundtable ponovo jašu!". Na svojoj službenoj web stranici objavili su novi spot za pjesmu Get on the Snake s drugog albuma Louder Than Love. Također, izdali su i live singl pjesme Spoonman kao i reizdanje singla Hunted Down.
20. rujna 2010. izlazi kompilacija Telephantasm uz igru Guitar Hero: Warriors of Rock. Na kompilaciji su se pojavile dvije nove pjesme: Black Rain i bonus pjesma The Telephantasm koje su izdane i kao singlovi.
1. ožujka 2011. izlazi Soundgardenov prvi live album Live on I-5, a i izjavili su da će Adam Kasper producirati njihov novi studijski album. 17. travnja 2012. izlazi novi singl Live to Rise koji se pojavio kao soundtrack za film Osvetnici. 27. rujna 2012. izlazi Been Away Too Long, prvi singl s nadolazećeg albuma King Animal koji je izašao 13. studenog 2012. godine.
Cornell je pronađen mrtav 18. svibnja 2017. godine u svojoj hotelskoj sobi nakon nasupa sa Soundgardenom.

## Diskografija
Studijski albumi
- Ultramega OK (1988.)
- Louder Than Love (1989.)
- Badmotorfinger (1991.)
- Superunknown (1994.)
- Down on the Upside (1996.)
- King Animal (2012.)

EP-ovi
- Screaming Life (1987.)
- Fopp (1988.)
- Loudest Love (1990.)
- Satanoscillatemymetallicsonatas (SOMMS) (1992.)
- Songs from the Superunknown (1995.)
- Before the Doors: Live on I-5 Soundcheck (2010.)
- King Animal Demos (2013.)

Koncertni albumi
- Louder than Live! At the Whisky[2] (1990.)
- Live on I-5 (2011.)

Video albumi
- Louder Than Live (1990.)
- Motorvision (1992.)

### Singlovi
Hunted Down (1987.), Flower (1989.), Loud Love (1989.), Hands All Over (1990.), Room a Thousand Years Wide (1990.), Jesus Christ Pose (1991.), Outshined (1991.), Rusty Cage (1992.), Spoonman (1994.), The Day I Tried to Live (1994.), Black Hole Sun (1994.), My Wave (1994.), Fell on Black Days (1994.), Pretty Noose (1996.), Burden in My Hand (1996.), Blow Up the Outside World (1996.), Ty Cobb (1997.), Bleed Together (1997.), Spoonman (live) (2010.), Black Rain (2010.), The Telephantasm (2010.), Live to Rise (2012.), Been Away Too Long (2012.), By Crooked Steps (2013.)

## Vanjske poveznice
- Službena stranica
- Biografija  Arhivirana inačica izvorne stranice od 22. travnja 2009. (Wayback Machine) na muzika.hr